# (4736) Johnwood
(4736) Johnwood (1983 AF2) – planetoida z pasa głównego asteroid okrążająca Słońce w ciągu 2,74 lat w średniej odległości 1,96 j.a. Odkryta 13 stycznia 1983 roku.